# توم بيرك
توم بيرك (بالإنجليزية: Tom Burke)‏ (و. 1981 – م) هو ممثل، من المملكة المتحدة، ولد في كنت.

## التعليم
تعلم في الأكاديمية الملكية للفنون المسرحية، في تخصص تمثيل، وتحصل منها على بكالوريوس الآداب.

## وصلات خارجية
- توم بيرك على موقع IMDb (الإنجليزية)
- توم بيرك على موقع ألو سيني (الفرنسية)
- توم بيرك على موقع أول موفي (الإنجليزية)
- توم بيرك على موقع قاعدة بيانات الأفلام السويدية (السويدية)
- توم بيرك على موقع قاعدة بيانات الفيلم (الإنجليزية)
- توم بيرك على موقع كينوبويسك (الروسية)